# Aanslag in Manchester op 22 mei 2017
Bij de aanslag in Manchester op 22 mei 2017 werden 22 mensen vermoord door een zelfmoordterrorist. Van de 120 gewonden werden er 60 opgenomen in een ziekenhuis. Net na 22.30 uur lokale tijd (23.30 uur Midden-Europese Tijd) werd bij een zelfmoordaanslag in de hal tussen de Manchester Arena en het Victoria Station in Manchester een explosief tot ontploffing gebracht. De politie vermoedde aanvankelijk dat de explosie het werk was van een enkele dader, de 22-jarige Salman Abedi, die eveneens om het leven kwam. In juli 2018 berichtten The Daily Mail en The Independent dat Abedi een van de honderd Britse burgers was die geëvacueerd werden door de Britse marine ten tijde van de burgeroorlog in Libië. Ook zijn broer Hashem Abedi en anderen werden als medeplichtigen veroordeeld.
Op het moment van de explosie liep de Arena leeg nadat een optreden van de Amerikaanse zangeres Ariana Grande net was afgelopen. Het concert was uitverkocht en werd bijgewoond door zo'n 21000 toeschouwers, hoofdzakelijk jongeren en gezinnen met kinderen. Onder de slachtoffers bevonden zich ook ouders die in de hal wachtten om hun kinderen op te halen na het concert. Het jongste slachtoffer was een meisje van acht jaar.
Het was de grootste aanslag in het Verenigd Koninkrijk sinds de terroristische aanslagen in Londen van 7 juli 2005. Islamitische Staat eiste de aanslag op.
Alle politieke partijen onderbraken hun campagnes voor de verkiezingen voor het Britse Lagerhuis op 8 juni 2017. De Britse koningin Elizabeth bezocht op 25 mei een aantal slachtoffers in het kinderziekenhuis van Manchester en sprak bij die gelegenheid haar afschuw uit over de aanslag.
Een kleine twee weken na de aanslag, op 4 juni 2017, gaf Ariana Grande een benefietconcert ten bate van de slachtoffers en de nabestaanden van deze aanslag, getiteld One Love Manchester. Naast Grande zelf traden artiesten als Mac Miller, Take That, Robbie Williams, Pharrell Williams, Miley Cyrus, The Black Eyed Peas, Little Mix, Katy Perry, Justin Bieber, Coldplay en Liam Gallagher op. Het evenement vond plaats in het Old Trafford-cricketstadion in Manchester en werd, naast in het Verenigd Koninkrijk zelf, in nog minstens 38 andere landen, waaronder ook Nederland en België, uitgezonden.

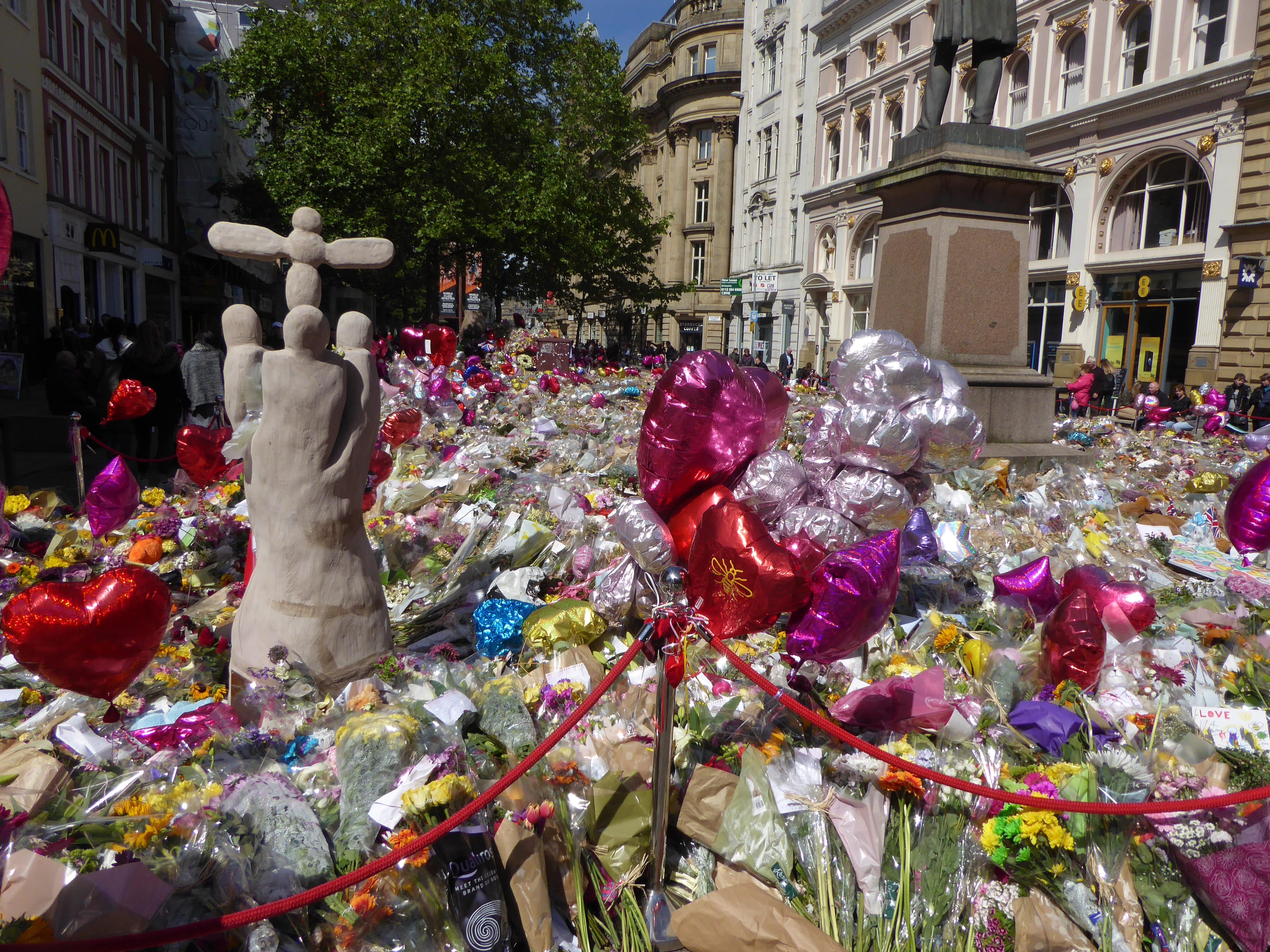
Bloemenzee op St. Ann's Square.